# Onkalo

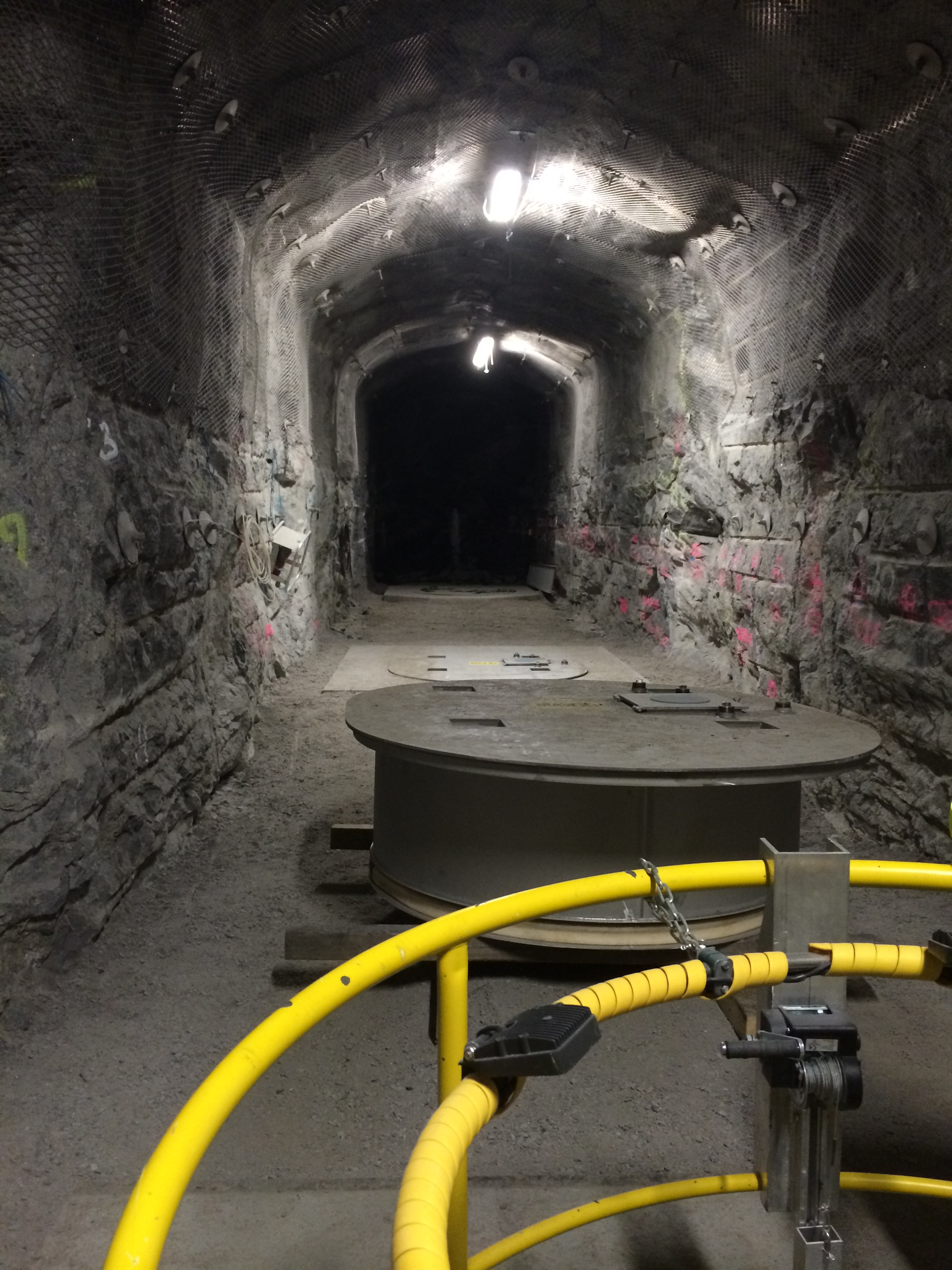
Une galerie du site d'Onkalo (2014)

Onkalo (« cave » en finnois) est un site de stockage finlandais de déchets nucléaires de haute activité, prévu pour accueillir des déchets à partir de 2025 pour une durée illimitée. Le site est constitué d'une centaine de tunnels de 300 m chacun situés à 450 m de profondeur sous la terre. Onkalo est situé à environ 1 km à l'est de la centrale nucléaire d'Olkiluoto.

## Historique
La loi finlandaise sur l'énergie nucléaire, adoptée en 1994, dispose que tous les déchets nucléaires produits en Finlande doivent rester sur le territoire national. C’est en 2000 que la région d'Olkiluoto est choisie comme emplacement pour le stockage souterrain à très longue durée du combustible nucléaire usé finlandais. 
Le planning de construction des installations présenté alors comporte quatre phases : 
- Phase 1 (2004–09) :  fonçage du tunnel d'accès au site d’enfouissement, en spirale descendante jusqu'à une profondeur de 420 mètres.
- Phase 2 (2009-2011) : continuation de l'excavation du tunnel jusqu'à une profondeur finale de 520 mètres.
- Phase 3 (2015-2017) : construction des alvéoles de stockage.
- Phase 4 : encapsulation des déchets et stockage dans les alvéoles, à partir de 2025.

La demande d’autorisation d’exploitation des installations de conditionnement et de stockage géologique a été déposée auprès des autorités finlandaises le 30 décembre 2021. Après l’achèvement de la phase 1 en 2017, la phase 2 est en cours : le creusement du premier tunnel, commencé en mai 2021, a été achevé en juillet 2022.
D'ici 2120, lorsque tous les déchets auront été stockés, les tunnels seront rebouchés et scellés d'une épaisse couche de béton. Les installations en surface seront détruites.

## Mention dans des films et des livres
Le film Into Eternity du Danois Michael Madsen, sorti en 2010, traite de l'enfouissement de déchets radioactifs à Onkalo.
Le roman de science-fiction de Rosa Montero, Le poids du cœur, mentionne les caractéristiques du site, censé être situé dans une zone de conflit au XXIIe siècle.
L’anthropologue américain Vincent Ialenti, après avoir a passé plus de deux ans et demi à enquêter sur place et à échanger avec les experts consultés par la société Posiva, publie en 2020  Deep Time Reckoning: How Future Thinking Can Help Earth Now à propos de la transmission aux générations futures d’informations relatives aux déchets radioactifs stockés dans Onkalo.